# Erling Jensen (Politiker)
Erling Johannes Jensen (* 1. November 1919 in Frederiksberg; † 4. Oktober 2000) war ein dänischer Politiker der Socialdemokraterne, der unter anderem mehrmals Minister sowie zwischen 1973 und 1987 Mitglied des Folketing war.

## Leben
Erling Johannes Jensen, Sohn des Fischhändlers Franciskus Jensen (1875–1960) und dessen Ehefrau Mary Smith (1881–1970), begann nach dem Schulbesuch 1946 ein Studium der Rechtswissenschaften an der Universität Kopenhagen, welches er 1956 als „candidatus juris“ beendete. Im Anschluss war er zunächst zwischen 1957 und 1960 Geschäftsführer von Det kooperative Fællesforbund, des genossenschaftlichen Arbeitgeber- und Interessenverbandes Dänemarks, und danach von 1960 bis 1967 Leiter der Volkshochschule in Esbjerg sowie zwischen 1967 und 1971 Leiter der Schule der Landsorganisationen i Danmark (LO), dem größten Gewerkschaftsdachverband des Landes, dem 18 Einzelgewerkschaften angehörten. Zugleich engagierte er sich von 1961 bis 1971 als Mitglied der Königlich Grönländischen Handelskammer sowie zwischen 1965 und 1971 als Mitglied der Atomenergiekommission. Ferner war er zwischen 1965 und 1971 Vorsitzender des Nationalen Verbandes der Baugewerbegenossenschaften, von 1967 bis 1971 Vorsitzender des Wirtschaftsrates der Arbeiterbewegung AE (Arbejderbevægelsens Erhvervsråd), eine Mischung aus Forschungseinrichtung, Lobbyorganisation, Denkfabrik und Analyseinstitut im statistischen Bereich mit Verbindungen zur Gewerkschaftsbewegung und der Sozialdemokratie, sowie ferner zwischen 1968 und 1971 stellvertretender Vorsitzender von Det kooperative Fællesforbund.

## Ministerposten
Am 11. Oktober 1971 übernahm Jensen in der Regierung Krag III das Amt als Minister für Handel, Handwerk, Industrie und Schifffahrt (Minister for handel, håndværk, industri og søfart) und bekleidete dieses Ministeramt bis zum 5. Oktober 1972. In der darauf folgenden Regierung Jørgensen I bekleidete er zwischen dem 5. Oktober 1972 und dem 19. Dezember 1973 den Posten als Handelsminister. Am 4. Dezember 1973 wurde er für die Sozialdemokratische Partei (Socialdemokraterne) erstmals Mitglied im Folketing, dem Parlament Dänemarks, und vertrat dort bis zum 8. September 1987 den Wahlkreis Frederiksborg Amtskreds. Nach seinem Ausscheiden aus der Regierung war er zunächst zwischen 1974 und 1975 Vorstandsvorsitzender von Sparekassen SDS, eine dänische Sparkasse, die 1973 durch den Zusammenschluss dreier großer regionaler Sparkassen entstand: Sparekassen Midtjylland, Sparekassen Falster-Østlolland und Sparekassen København-Sjælland.
Das Amt als Handelsminister übernahm er zwischen dem 13. Februar 1975 und seiner Ablösung durch Per Hækkerup am 8. September 1976 auch in der Regierung Jørgensen II. Er selbst war nach einer Umbildung dieser Regierung als Nachfolger von Erling Dinesen vom 8. September 1976 bis zu seiner Ablösung durch Svend Auken am 1. Oktober 1977 Arbeitsminister (Arbejdsminister). Im Zuge einer weiteren Umbildung der Regierung Jørgensen II wurde er am 1. Oktober 1977 Nachfolger von Orla Møller als Justizminister (Justitsminister) und hatte diese Funktion bis zum 30. August 1978 inne.
In der darauf folgenden Regierung Jørgensen III hatte Erling Jensen vom 30. Oktober 1978 bis zum 26. Oktober 1979 das Amt als Sozialminister (Socialminister) inne. In der Regierung Jørgensen IV übernahm er am 26. Oktober 1979 das Amt als Industrieminister (Industriminister) und bekleidete den Posten vom 30. Dezember 1981 bis zum 10. September 1982 auch in der Regierung Jørgensen V. Nach seinem neuerlichen Ausscheiden aus der Regierung wurde er 1982 Mitglied des Aufsichtsrates von Kreditforeningen Danmark, gemessen an der Kreditvergabe das größte Hypothekenkreditinstitut des Landes, sowie 1983 Vorstandsvorsitzender des Instituts für Geschäftsinvestitionen A/S Dansk Erhvervsinvestering. Zuletzt war er während seiner letzten Parlamentsperiode von 1984 bis 1987 Vorsitzender des Wirtschaftsausschusses (Folketingets erhvervsudvalg).

## Privates
Erling Johannes Jensen war seit dem 16. Juni 1951 mit Ria Elise Jørgensen (1926–2021) verheiratet. Aus dieser Ehe ging der Schriftsteller, Musiker und Politiker Carsten Bo Jensen (* 1958) hervor, der zwischen 2001 und 2005 für die Socialdemokraterne ebenfalls Mitglied im Folketing war.